# 努列斯
努列斯，是西班牙加泰罗尼亚塔拉戈纳省的一个市镇。总面积11平方公里，总人口359人（2001年），人口密度33人/平方公里。